# 대한민국의 국가안보실장
국가안보실장(國家安保室長)은 국가안보실을 대표하는 직위로, 장관급 정무직공무원으로 보한다. 국가안전보장회의 상임위원회 위원장을 겸임한다.

## 임명
- 국가안보실장은 대통령이 임명한다.

## 역할
- 각 행정기관의 장은 소관사무를 통할하고 소속공무원을 지휘·감독한다.
- 국가안보실장은 국가안보에 관한 대통령의 직무를 보좌한다.

## 역대 실장

### 국가안보실장
| 대수 | 이름           | 임기            | 임기             | 임기      | 대통령 |
| 대수 | 이름           | 취임            | 이임             | 기간      | 대통령 |
| ---- | -------------- | --------------- | ---------------- | --------- | ------ |
| 1    | 김장수(金章洙) | 2013년 3월 25일 | 2014년 5월 22일  | 1년 58일  | 박근혜 |
| -    | 김규현(金奎顯) | 2014년 5월 22일 | 2014년 6월 1일   | 10일      | 박근혜 |
| 2    | 김관진(金寬鎭) | 2014년 6월 1일  | 2017년 5월 21일  | 2년 354일 | 박근혜 |
| 3    | 정의용(鄭義溶) | 2017년 5월 21일 | 2020년 7월 2일   | 3년 42일  | 문재인 |
| -    | 김유근(金有根) | 2020년 7월 2일  | 2020년 7월 23일  | 21일      | 문재인 |
| -    | 서주석(徐柱錫) | 2020년 7월 23일 | 2020년 7월 28일  | 5일       | 문재인 |
| 4    | 서훈(徐薰)     | 2020년 7월 28일 | 2022년 5월 9일   | 1년 285일 | 문재인 |
| 5    | 김성한(金聖翰) | 2022년 5월 10일 | 2023년 3월 29일  | 323일     | 윤석열 |
| 6    | 조태용(趙太庸) | 2023년 3월 29일 | 2023년 12월 31일 | 277일     | 윤석열 |
| 7    | 장호진(張虎鎭) | 2024년 1월 1일  | 2024년 8월 12일  | 224일     | 윤석열 |
| 8    | 신원식(申源湜) | 2024년 8월 13일 | 2025년 6월 4일   | 295일     | 윤석열 |
| 9    | 위성락(魏聖洛) | 2025년 6월 4일  | -                |           | 이재명 |

## 같이 보기
- 국가안보실
- 국가안보실 차장